# シェルフ
シェルフは、NEXTSTEPで使われるGUIの一種である。ファイルビューア（ウインドウ）上部にある一時的にファイルを置く場所で、使い方は、移動させたいファイルをシェルフに置き、移動先のディレクトリを開いてシェルフからそのディレクトリに移動させる。
一見すると、一時的にファイルをデスクトップに移動させてから目的の移動先に改めてファイルを移動する方法と似ているが、シェルフを利用した方法では、実際にシェルフから移動先に動かすまでファイルの移動は行われないという点で大きく異なり、このことから、エイリアスやランチャーのような使い方も出来る。
また、Dockと機能が重複しているような印象があるが、これは、NEXTSTEPにデスクトップにあたる部分が無く、それを補う為にドックとシェルフが採用されたと考えられるからである。NEXTSTEPの流れをくむmacOS Xには、シェルフの機能は引き継がれなかった。